# De Cock en de moord in seance
De Cock en de moord in seance is het zeventiende deel van de detectivereeks De Cock van de Nederlandse auteur Appie Baantjer, waarin rechercheurs Jurriaan 'Jurre' de Cock en Dick Vledder onderzoek doen naar de moord op een vrouw tijdens een seance in Amsterdam.

## Verhaal
In een niet nader geduid Amsterdams grachtenpand op nummer 13 sterft tijdens een seance een aangewezen slachtoffer. De eigenaresse van het pand, Jennifer Jordan, houdt al decennia sessies, daarbij geassisteerd door haar huisgenote Christine van der Waal. Zeventien jaar geleden is ze plotsklaps blind geworden. Sindsdien zijn haar spirituele gaven tot grote hoogte gestegen. Elke donderdagavond houden er 9 vrouwen een sessie, waarbij de inwonende neef van Jennifer, Harry Donkervliet, voor de koffie zorgt. Het is een trouw gezelschap want Jennifer kan zich van sommige dames de gezichten nog herinneren. Als laatste die betreffende avond komt Zwarte Sophie binnen. Ze heeft de eerste koffieronde gemist, maar nu kan na een tweede ronde koffie, de zitting beginnen. Christine stelt voor het kruis- en bordspel te doen. Voordat het zover komt, mag iedereen die iets belangrijks te zeggen heeft, haar zegje doen. Agatha van Keulen deelt mee dat haar zuster Martha, die ook lid van het gezelschap was, afgelopen dinsdag aan een hartkwaal is overleden. De deelnemende dames krijgen nu onderling ruzie of het gepast is de geest van de overledene op te roepen, hoewel Martha op haar sterfbed daar zelf nadrukkelijk bij Agatha op had aangedrongen. Jennifer laat nu de seance beginnen en roept de andere 8 dames op het kruis te pakken. Ze voelt dat ze dit keer het kruis niet kan leiden en de tekst die Christine opleest als gevolg van het kruis- en bordspel doet iedereen huiveren. “Sjaan sterft”. Jennifer vraagt nu verschrikt om snel het licht aan te doen. Terwijl eenieder zich afvraagt wat dit vreemde bericht zal betekenen, grijpt Zwarte Sophie naar haar keel en valt dood neer op het Berbertapijt.
De rechercheurs De Cock en Vledder van het bureau Warmoesstraat zijn naar de plaats delict ontboden. Ze worden binnengelaten door Harry Donkervliet, die meedeelt dat Sophie is vermoord door een geest. Rechercheur De Cock constateert bij het slachtoffer wijde pupillen en denkt aan vergif. Annette van Leeuwenhoek legt de namen uit. Sjaan is namelijk Zwarte Sophie, want zij heette ooit Sjaan Streuffels. Dat was in de tijd dat ze met de broer van Annette was getrouwd. Lijkschouwer Den Koninghe houdt het op een ademhalingsgif. Gelet op de snelheid van de intredende dood denkt hij eerder aan het blauwzuurgas dan aan cyaankali. De sterke parfum van de vrouw kan de amandelgeur van het gas hebben gemaskeerd. Jennifer echter bevestigt ongevraagd de amandelgeur te hebben geroken. De Cock ontdekt een koffievlek op de blouse van het slachtoffer. Zijn sprint naar de keuken is tevergeefs, de 9 koffiekopjes zijn al door Harry afgewassen.
Terug aan de Warmoesstraat moppert De Cock nog steeds over de afgewassen koffiekopjes. Dick Vledder ziet toch nog wel wat lichtpuntjes. De kring van verdachten bestaat uit 8 vrouwen en een man. Hun discussie wordt onderbroken door Agatha van Keulen, die botweg Annette van Leeuwenhoek als dader aanwijst. Twaalf jaar eerder heeft ze haar eerste man al vermoord met gif, omdat ze met haar huidige echtgenoot wilde trouwen. Het bureau Warmoesstraat kon destijds de zaak echter niet rond krijgen. Deze informatie kwam via Sophie, die met de broer van Annette was getrouwd, via haar zus Martha weer bij Agatha. Dick Vledder heeft intussen zijn eigen onderzoek gedaan. Zwarte Sophie is de dochter van een meestal bezopen orgeldraaier en een moeder, die zelfs tijdens haar zwangerschappen bijverdiende als prostituee. Sophie heeft jarenlang als serveerster gewerkt in bepaalde tenten aan het Thorbeckeplein. Pas op haar 27e trouwt ze met Charles van Leeuwenhoek. Ze is dan echter al in verwachting van een jongen, die te veel lijkt op zijn natuurlijke vader. Deze veertienjarige Richard is inmiddels al jaren spoorloos, maar Sophie en Charles zijn nog wel getrouwd, hoewel ze niet meer samenleven. Sophie woont in Landsmeer samen met een invalide bouwvakker Gerard van Klaverbeek. Al deze informatie heeft Dick Vledder echter niet uit het politieregister, maar via een lid van het spiritistisch genootschap, Mathilde van Lochem, een soort van Miss Marple, van wie Dick erg gecharmeerd is. Terwijl de twee rechercheurs concluderen dat ze bij een afschuwelijke zaak zijn betrokken, stormt commissaris Buitendam de recherchekamer binnen. Hij wenkt dat De Cock hem moet volgen. Hij is woedend dat hij niets heeft gehoord over een moord in zijn district, maar De Cock riposteert dat alles keurig op de telex is gezet, terwijl zijn chef niet op het bureau verbleef. Laatstgenoemde moest via officier van justitie mr. Van Lochem horen dat in zijn district een moord was gepleegd. De officier van justitie werd door zijn zus uit hun vergadering geroepen. Zij drong aan op een reconstructie, zodat morgenavond de spiritistische kring opnieuw op nummer 13 bijeen komt. Dan gaan ze aldaar de relevante vragen stellen aan de geest van de vermoorde vrouw. Commissaris Buitendam is volledig overtuigd van de te volgen procedure. De Cock noemt het plan zonder omhaal “stom” en wordt daarna de kamer van zijn chef uit gestuurd.
Dick Vledder kan eerst maar moeilijk geloven dat De Cock de waarheid spreekt inzake de nieuwe seance. Laatstgenoemde weigert pertinent op enigerlei wijze zijn medewerking te verlenen. Juridisch heeft deze nieuwe seance geen enkele waarde, zelfs als een bepaalde geest bepaalde zaken gaat verklaren. De Cock besluit naar Landsmeer te gaan om een praatje te maken met de levenspartner van Zwarte Sophie. Deze Gerard van Klaverbeek geeft De Cock volledige openheid over zijn Sophie. Ze trouwde met Charles van Leeuwenhoek om hun kind een goede toekomst te geven. Maar Richard ging met zijn rode haar steeds meer op Gerard lijken. Toen deinsde de familieclan Van Leeuwenhoek nergens meer voor terug. Wel vijfmaal probeerden ze haar dood te rijden. Terugrijdend naar Amsterdam bediscussiëren de twee rechercheurs uitgebreid de stand van zaken. De Cock raakt er steeds meer van overtuigd dat de familie Van Leeuwenhoek best eens achter de dood op Zwarte Sophie zou kunnen zitten. Terug aan De Warmoesstraat zit Charles van Leeuwenhoek de rechercheurs op te wachten. Dick Vledder pakt hem keihard aan en beschuldigt zijn zuster Annette van de gifmoord. Maar Charles kan het zich niet indenken, omdat hij nog steeds zielsveel van Sophie houdt en haar graag had teruggenomen. Als Charles weg is wijst De Cock Dick Vledder op zijn onhandigheid. Charles gaan nu uithuilen bij zijn zus Annette, die ze beter zelf aan een dergelijk keihard verhoor hadden moeten onderwerpen.
De volgende ochtend meldt Dick Vledder na de sectie een zeer geïnteresseerde dokter Rusteloos. Vergiftiging met cyaanwaterstof had de lijkschouwer nog maar zelden meegemaakt, hoewel het ook industrieel toch vaak wordt gebruikt. Dick Vledder wijst er maar eens belerend op dat vergif juist in grote hoeveelheden makkelijk te koop is. Terwijl ze verder discussiëren, werpt het hoofd van de administratie, Ad van Ishoven, een opgevraagd dossier op het bureau van de Cock. Laatstgenoemde is even de draad kwijt, maar Dick Vledder meldt hem dat de hem onbekende Martinus Stekelenburg de overleden echtgenoot van Annette van Leeuwenhoek was. De inmiddels reeds lang gepensioneerde rechercheur Bierdrager houdt als conclusie van 12 jaar daarvoor overeind dat noch een natuurlijke dood noch een onnatuurlijke dood bewezen kon worden. De Cock vindt het maar weer eens een fraai staaltje recherchewerk en verslaglegging van deze oude rot. Toch wil Dick Vledder graag die "tante Van Leeuwenhoek" eens nader aan de tand voelen. Dat is gauw geregeld want ze komt op hetzelfde moment de recherchekamer binnen en verklaart minzaam dat ze Dick zijn tante niet is. Ze zegt dat reeds voor zijn dood Martinus haar beschuldigde van pogingen tot vergiftiging. Ondanks het voortreffelijke onderzoek van rechercheur Bierdrager destijds, blijven vergiftigingsfabels haar achtervolgen. Op haar beurt beschuldigt ze Zwarte Sophie van een moordaanslag op haar broer.
Na haar vertrek nemen de twee rechercheurs de negen dames van de seance nog eens samen door in hun zoektocht naar een dader. De Cock besluit dat het tijd wordt voor cognac bij Smalle Lowietje. Laatstgenoemde kent Zwarte Sophie nog als het meisje dat met blote tietjes serveerde. Jennifer Jordan zou trouwens zo stinkend rijk zijn, dat heel vroeger Lowietje met zijn kompanen weleens een inkijkoperatie hadden gepland. Maar toen ze blind werd is die afgelast want van een blinde steel je niet, volgens Lowie. Terug aan de Warmoesstraat is wachtcommandant Meindert Post in zijn nopjes als hij De Cock ziet binnenkomen. Want hun chef Buitendam heeft samen met de officier van justitie de moordenaar van Zwarte Sophie gearresteerd. Harry Donkersloot zit beneden in een cel. Bij zijn chef Buitendam krijgt De Cock te horen dat Harry tijdens de seance van deze vrijdagavond rechtstreeks als moordenaar is aangewezen. Een bekentenis komt vast en zeker, na een verhoor door zijn meest kundige rechercheur; De Cock! Hoewel De Cock hierin toestemt wordt hij toch weer de kamer uitgestuurd. Want hij voorziet moeilijkheden als de buitenwereld ervaart op welke gronden Henry in eerste aanleg werd gearresteerd. Dick Vledder is het met de arrestatie eens. Hij begrijpt best dat zijn collega even wilde wachten totdat de zaak echt rond was. Zo kent hij hem nu eenmaal en dat is zijn werkwijze. Maar Harry Donkersloot is nu eenmaal een perfecte verdachte. De Cock vindt nu dat Dick Vledder het verhoor maar moet doen, omdat hij zo sterk gelooft in deze zaak. Dick moet dan maar eens vragen of Harry soms een dure vriendin heeft, want dat is vaak de oorzaak van grote moeilijkheden.
De Cock gaat nu een babbeltje maken met Mathilde van Lochem. Ze vertelt dat Jennifer binnenkort aan haar ogen zal worden geopereerd en daarna waarschijnlijk weer zal kunnen zien. Terug aan het politiebureau zit Gerard van Klaverbeek op hem te wachten. Sjaan wordt morgen begraven. Hij laat De Cock een stiletto zien, waarmee hij elke Van Leeuwenhoek aan het mes zal rijgen, die morgen komt opdagen. Hij vertelt desgevraagd over de moeder van Sjaan en haar nichtje Clara, die samen destijds een succesvol hoerenkoppeltje waren. Clara is met een Engelse Lord met veel geld getrouwd. Na het gesprek neemt De Cock de stiletto in beslag en vraagt Gerard dringend geen nieuwe te kopen. Als Dick Vledder terug is reconstrueren de twee rechercheurs de verkregen informatie. Jennifer Jordan en Zwarte Sophie waren nichten. Jennifer was schatrijk en een begaafd medium. Dick Vledder heeft Harry Donkersloot verhoord, maar die blijft ontkennen en dus ook vastzitten totdat hij wel bekent. Hun overleg wordt onderbroken door Christine van der Waal, die zegt gestuurd te zijn door mevrouw Jordan. Ze komt mede namens haar een goed woordje doen voor Harry. Jennifer was voor, tijdens en na de seance namelijk geïntimideerd door Mathilda van Lochem. Daarom is er deze avond opnieuw een seance. De overgebleven dames willen nu gezamenlijk de moordenares ontmaskeren. Ten afscheid stelt De Cock haar dezelfde vraag, die hij ook aan alle voorgaande dames heeft gesteld. “Hoe drinkt u uw koffie?”
De Cock gaat verder met het onderzoek en vraagt aan Dick Vledder of Harry Donkersloot een dure vriendin heeft? Hij heeft kennis aan ene Viola Wijngaard, voor wie hij een flat heeft gekocht in Purmerend. Het sectierapport spreekt inmiddels van een combinatie van morfine en cyanide. Vooral de gevonden hoeveelheid morfine was aan de hoge kant. Hun gesprek wordt onderbroken door een telefoontje. Jennifer Jordan heeft de seance niet overleefd. Op de plaats delict ruikt Dick Vledder desgevraagd de geur van bittere amandelen bij het slachtoffer. De Cock krijgt te horen dat Agatha van Keulen de koffiekopjes deze keer in het sop heeft gezet, bij afwezigheid van Harry. De Cock deelt nu onomwonden mede dat hij alle dames collectief van deze moord verdenkt en er veel voor voelt hen alle acht op te sluiten in het cellencomplex van zijn politiebureau. Mathilde van Lochem oppert juridische bezwaren, maar De Cock riposteert dat hij meer grond heeft de 8 dames op te sluiten dan dat haar broer dat had toen Harry Donkersloot werd gearresteerd. De Cock krijgt een hooglopend conflict met de seancedames en verlaat woedend de plaats delict. Dick Vledder mag de zaak verder afhandelen met de meute.
Rechercheur De Cock zoekt aanwijzingen op de Noordermarkt, bij kunstschilder Peter Karstens. Hij wordt voorgesteld aan zijn nieuwe vriendin, de bloedmooie Maria, die in een later verhaal, de hoofdrol zal spelen. Na een goed glas wijn vragen ze elkaar op subtiele wijze of ze elkaars vriend zijn. Hun vriendschap doorstaat de test en Peter vertelt dat hij een paar jaar geleden twee schilderijen van Renoir en een van Monet heeft nagemaakt. De opdrachtgeefster was Annette van Leeuwenhoek. Terug aan het politiebureau moet De Cock zijn uitgeputte collega Dick Vledder opvangen. De dames van de seanceclub waren geschokt en gebelgd door het optreden van de vermaarde rechercheur De Cock. Het idee van opsluiting van 8 verdachte dames, werd door Mathilda van Lochem met spot besproken. Zwaktebod! Dick Vledder wil nu Harry Donkersloot onmiddellijk uit zijn politiecel vrijlaten, maar De Cock is juist steeds meer overtuigd van zijn betrokkenheid. Via Christine van der Waal is Vledder ook op de hoogte van het testament van Jennifer. Harry, Christine en alle 8 dames van de seancegroep krijgen veel geld uitgekeerd, omdat Jennifer graag de spiritistische kring wil laten doorgaan na haar overlijden. Ze was ervan overtuigd dat ze na haar overlijden zo contact zou kunnen blijven houden. Hun discussie wordt onderbroken door Buitendam, die er net als Dick Vledder helemaal doorheen zit. De Cock weigert desgevraagd Harry Donkersloot vrij te laten, omdat het zijn arrestant niet is. Buitendam riposteert dat het een ideale verdachte leek. Maar dat is volgens De Cock het belazerde van zijn vak. De dingen zijn niet altijd wat ze schijnen.
Terug bij Dick Vledder maakt De Cock zich grote zorgen om zijn chef. Hij heeft hem deze keer niet van zijn kamer gejaagd. Buitendam weet niet meer hoe het onderzoek nu verder moet. Samen hebben ze Harry vrijgelaten en De Cock heeft Harry gecondoleerd met het verlies van zijn tante. Hun gesprek wordt onderbroken door Bobette van Zon. Zij is de opvolgster in de spiritistische kring van Martha van Keulen, op voorspraak van Agatha. Ze is ervan op de hoogte dat ze een groot bedrag kan erven mits ze lid blijft. Maar het lidmaatschap beangstigt haar juist door de gevallen doden. Volgens Agatha is Annette van Leeuwenhoek de dader. Het gif is ontvreemd uit het tuinhuisje van Agatha van Keulen, op het complex “Nut en Genoegen”. Wegens beestjes in de plantenkas had een lid van het genootschap, Ineke Peeters, haar het gif geleverd via haar man, die bioloog is. Ook andere leden van het genootschap kwamen op het complex. Zelfs Annette werd er toegelaten door Agatha, wanneer ze in het onweerstaanbare gezelschap van Mathilde van Lochem was. Een paar weken geleden was het vergif plots uit de keukenkast van het tuinhuisje verdwenen. De Cock kan het niet nalaten om te vragen hoe Martha stierf, maar Bobette reageert furieus; niet door vergif.
De volgende morgen heeft de Cock vermoeide voeten, dus nu zit ook hij erdoorheen. Hij vraagt zich tegenover Dick Vledder af wat hij anders had kunnen en moeten doen? Hij besluit nogmaals naar Bussum te gaan naar Annette van Leeuwenhoek. De twee rechercheurs worden met tegenzin in de villa binnengelaten. De Cock heeft nadrukkelijk belangstelling voor de getoonde schilderijen. Annette zegt spontaan geen vergif uit het tuinhuisje te hebben gestolen, nog voordat De Cock haar ervan kan beschuldigen. Ook meldt ze dat Harry Donkervliet direct na zijn vrijlating bij haar is langs geweest. Ze hebben openhartig gepraat over een gifring. Een ring met een verborgen ruimte en rode safiertjes. Het is een van de vele sieraden die Jennifer van haar man had geërfd en na de moord op Sophie bleek deze ring volgens Harry verdwenen. Terugrijdend uit Bussum is De Cock wel blij met het opduiken van de gifring. Want hij had wel kopzorgen over het toedienen van het vergif. Het is alleen jammer dat de rechercheurs niet op de ringen van de dames hebben gelet. Terug aan het politiebureau krijgt De Cock van de wachtcommandant meteen een telefoontoestel aangereikt. Het is Peter Karstens die hem graag thuis een verrassing wil laten zien. Intussen vraagt ook Christine van der Waal om aandacht. Ze wil de opsporing van Harry Donkersloot, die niet in het grachtenpand is teruggekomen na zijn vrijlating. Ze heeft hem dringend nodig voor de begrafenis van Jennifer en de afhandeling van het testament via notaris Pool in Purmerend. Maar eerst neemt De Cock Dick Vledder mee naar het atelier van Peter Karstens. Laatstgenoemde toont De Cock een Monet, die hij in consignatie heeft. Annette van Leeuwenhoek heeft het schilderij een paar uur geleden gebracht. Het certificaat van echtheid houdt ze nog even zelf. Tot verrassing van Peter Karstens wil De Cock het schilderij een uur lenen. Hij weet echt wel hoe kostbaar het schilderij is, want het heeft al twee mensen het leven gekost. Terugrijdend van de Noordermarkt besluit De Cock dat ze samen naar het sectielokaal rijden. Daar neemt De Cock de politieauto over want hij wil het schilderij aan Christine van der Waal laten zien. In haar grachtenpand heeft De Cock hetzelfde schilderij opgemerkt.
Maar als De Cock aan Christine de Monet laat zien, ziet ze onmiddellijk dat De Cock een vervalsing in zijn handen heeft. De rechercheur zegt nu gerustgesteld te zijn, want hij zag dit werk in een kunsthandel hangen en had het in beslag genomen. Van de sectie heeft Dick Vledder weinig nieuws, maar hij weet wel te melden dat Viola Wijngaard ook nog steeds op haar Harry zit te wachten. En notaris Pool heeft Dick Vledder meegedeeld dat Jennifer zeer zuinig leefde van 30.000 gulden per jaar en daarom Harry nooit extra geld heeft kunnen toestoppen. Zo blijft de flat van Viola Wijngaard en de roomkleurige Jaguar van Harry een raadsel. Maar ook zijn verdwijning zelf is nu toch wel een mysterie aan het worden. De overpeinzingen van de twee rechercheurs worden verstoord door een telefonische mededeling uit Bussum. Annette van Leeuwenhoek is thuis met een ingeslagen schedel gevonden, waarschijnlijk toegebracht door een zware pook van de haard. Haar huidige echtgenoot, met wie ze gescheiden en in onmin leefde, heeft een waterdicht alibi. Bovendien is er die avond in de buurt een roomkleurige Jaguar gesignaleerd.
Terug aan de Warmoesstraat besluit De Cock dat hij zelf de jacht op Harry Donkersloot moet openen. De Cock zoekt twee rechercheurs die goed kunnen schaduwen en samen met Vledder komt hij op het onmogelijke koppel Stoffel de Graaf, bijgenaamd de reus van de Warmoesstraat, en Gert van Lint. Viola Wijngaard moet voortdurend worden geschaduwd. In Bussum heeft de technische recherche vingerafdrukken op de pook gevonden. De vingerafdrukken van Harry zijn bij zijn arrestatie al veiliggesteld, maar De Cock zit daar niet mee, want hij kwam er vaak op visite. Hun discussie wordt onderbroken door Ad van Ishoven, die weigert 75 gulden te betalen voor gekochte rozen. De declarant is Stoffel de Graaf. De schaduwende rechercheurs melden intussen per telefoon Harry te hebben gevonden in een boerderij te Middelie. De Cock stuurt Dick Vledder erheen met de opdracht Harry te arresteren wegens chantage. De Cock zet via Mathilde van Lochem zijn kaarten op een nieuwe seance.
Deze keer heeft De Cock de leiding in handen. Zijn assistent is Peter Karstens. Ook Dick Vledder is alweer van de partij. Hij zorgt voor de koffie en in de keuken bekijkt Bram van Wielingen de vingerafdrukken op de kopjes van de respectievelijke dames. Want voor hij politiefotograaf werd was Bram dactyloscoop. De Cock verklaart inmiddels aan de verzamelde vrouwen dat er geen seance komt, omdat hij inmiddels de moordenaar kent. De sleutel is de gifring, die een van de dames draagt. De Cock arresteert op de plaats delict Christine van der Waal.
Thuis legt De Cock de zaken uit aan Dick Vledder en aan Ger van Lint en Stoffel de Graaf. Laatstgenoemde heeft rode rozen voor mevrouw De Cock, welke rozen waren overgebleven van zijn schaduwpogingen. Stoffel legt uit dat hij in plaats van te schaduwen Viola Wijngaard heeft gestalkt. Hij achtervolgde haar met rode rozen, want het is een fraaie meid. Zo hebben Stoffel en Ger de boerderij in Middelie gevonden. Dick Vledder wil nu weleens weten waarom ze Harry Donkersloot wegens chantage hebben aangehouden. De Cock legt nu uit dat de echte kwade genius Annette van Leeuwenhoek was. Maar de moeilijkheden begonnen pas voor Jennifer Jordan toen Christine van der Waal haar om geld vroeg. Na de dood van haar vader was er weinig geld over en haar moeder wilde zich graag inkopen in een serviceflat. Omdat Christine al decennialang een onbezoldigde huisgenote bij Jennifer was, vroeg ze één keer om een lening. Toen Jennifer weigerde ging Christine in overleg met Annette. Die had haar ogen al laten vallen op drie schilderijen van Franse impressionisten, die de blinde eigenaar toch niet kon zien. Met hulp van Peter Kartsens werden twee Renoirs en een Monet op een avond verwisseld. Annette verkocht de Renoirs maar behield de Monet. Verder gaf ze Christine maar een deel van het verkoopgeld, maar die was desondanks toch dik tevreden. Het ging mis met de postzegelverzameling van Jennifer, die zelfs bij Smalle Lowietje bekend was. Toen ook die geplunderd werd, kwam postzegelexpert Harry Donkersloot er achter. Christine biechtte hem alles op en dus ook de verwisseling van de schilderijen. Christine en Annette moesten voortaan Harry zwijggeld betalen. Het lucratieve spel dreigde echter om te vallen, toen Jennifer op het punt stond via een hersteloperatie haar gezichtsvermogen terug te krijgen. Annette gaf Christine toen opdracht Jennifer met vergif om te brengen tijdens een seance. De eerste keer mislukte echter, toen Zwarte Sophie waarschijnlijk de koffie uit het verkeerde kopje dronk. De twee dames zaten niet alleen naast elkaar maar dronken hun koffie ook allebei met veel melk en suiker. De dood van Sophie gaf De Cock te veel hoofdbrekens, want hij ging achter deze moord een bijpassend motief zoeken. Na de dood van Jennifer kwam De Cock langzaamaan op het juiste pad. Hij zette Annette onder druk met de Monet, die ze in haar wanhoop naar Peter Karstens bracht. De Cock liet Christine het schilderij zien en die sloeg Annette dood met een pook. Bram van Wielingen kon via haar koffiekopje de zaak rond krijgen. Aan het eind van de avond wil Dick Vledder toch meer weten. De dood van Sjaan was aangekondigd en ze stierf. Dat was toch wel degelijk een bericht uit het hiernamaals? De Cock zegt simpel dat er inderdaad meer tussen hemel en aarde is dan wij vermoeden. Dick Vledder gelooft niet dat De Cock zoiets kan zeggen. Maar De Cock heeft het dan ook maar weer van een ander gehoord. William Shakespeare gebruikt het in zijn Hamlet.